# Abbaye de Honau
L’abbaye de Honau est un ancien monastère du nord de l'Alsace, qui a existé du VIIIe siècle jusqu'en 1290, quand les inondations du Rhin en ont eu raison.

## Description
L'abbaye a été fondée par des moines irlandais et écossais au début du VIIIe siècle, sur une île du Rhin à proximité du village de la Wantzenau (et de Honau, qui est maintenant incorporé à Rheinau). Le premier abbé est Benoît.
En 721, Adalbert d'Alsace, frère de sainte Odile, fait construire une nouvelle abbaye pour les moines, quatre ans après avoir fait édifier l'abbaye Saint-Étienne à Strasbourg. L'abbaye est dédiée à l'archange saint Michel, saint populaire à l'époque, comme l'attestent les abbayes du Mont-Saint-Michel en Normandie et de Saint-Mihiel en Lorraine, édifiées à la même époque.
À la mort d'Adalbert en 723, l'abbaye revient au roi Thierry IV. Elle continue de bénéficier de nombreuses donations généreuses. Benoît, qui vit encore en 726, finit par prendre sa retraite et désigne Tuban comme successeur. Tuban est mentionné dans plusieurs registres de dons fait à l'abbaye.
Les abbés qui lui succèdent sont Étienne, suivi de Béatus. En 776, l'abbé Béatus est mentionné dans la charte de Charlemagne, où il est décrit comme évêque, et où il est confirmé que l'abbaye continue à être administrée par une mission Hiberno-écossaise (en). Selon Grandidier, le nombre de moines augmente notablement à l'époque de Béatus et des moines sont envoyés fonder d'autres églises et monastères, y compris ceux de Luttenbach, en Alsace, Aschaffenbourg en Allemagne et Munster en Suisse, tous dépendant de Honau. À Béatus succède en tant qu'abbé Edigan, suivi à son tour par Thomas. Les cinq premiers abbés sont tous considérés comme des saints dans le calendrier de l'église Saint-Pierre-le-Vieux à Strasbourg, qui, à l'époque de Grandidier, affirme encore receler les reliques des cinq abbés.
Bien que certains écrivains affirment que l'abbaye est une fondation bénédictine, cette affirmation est mise en cause par Hunkler, selon lequel il n'est pas possible de prouver l'appartenance de l'abbaye à quelqu'ordre monastique que ce soit.
Parmi les premiers abbés, nombre d'entre eux portent le titre d'évêque, ce qui conduit à penser que l'abbaye est le siège d'un diocèse. Mais plus vraisemblablement, il s'agit d'évêques régionaux. Au XIe siècle, l'abbaye se sécularise, un chapitre est créé.
En 1290, l'abbaye est abandonnée, quand l'île est menacée par les inondations. Le 7 septembre 1290, Conrad de Lichtenberg, évêque de Strasbourg, transfère le chapitre à Rhinau, où une nouvelle abbaye est édifiée, également sur une île dans le Rhin. La seconde abbaye est affectée du même sort, puisqu'elle est abandonnée en 1398 à cause d'une inondation. Le chapitre est transféré à Strasbourg le 22 mai 1398, où les chanoines sont autorisés à pratiquer leur liturgie à Saint-Pierre-le-Vieux à Strasbourg. Ils y restent jusqu'en 1790, date à laquelle le chapitre est dissous, mis à part la période entre 1529 et 1683 où ils ne peuvent utiliser l'église en raison de la réforme.

## Le cartulaire de Honau
Le cartulaire de Honau, dont il ne reste rien, est écrit 1079, et est décrit par un jésuite du XVIIe siècle. Il contenait plus d'un millier de chartes depuis la fondation de l'abbaye jusqu'à l'époque de Charlemagne,,,.